# Michelle Cann
Michelle Cann (geboren am 1. Juni 1988 in North Carolina) ist eine US-amerikanische Pianistin. Sie studierte am Cleveland Institute of Music und am Curtis Institute of Music in Philadelphia und ist Absolventin der letztgenannten Institution (2013), wo sie seit 2020 Inhaberin des Eleanor-Sokoloff-Lehrstuhls ist. Sie lehrt auch an der Manhattan School of Music in New York. Sie konzertiert mit verschiedenen namhaften Orchestern und ist Gast vieler Festivals. Sie ist unter anderem bekannt für ihren Einsatz für das Werk der US-amerikanischen Komponistin Florence Price (1887–1953). In der Reihe Living the Classical Life ist sie mit zwei Filmen vertreten, einem über Florence Price. Mit ihrer älteren Schwester Kimberly Cann tritt sie auch als Klavierduo auf.